# 天石門別八倉比賣神社
34°03′21″N 134°27′54″E / 34.055781°N 134.464958°E
天石門別八倉比賣神社（日语：／ Amenoiwatowake Yakurahime-jinja */?）是日本德島縣德島市國府町西矢野字宮谷的神社，社格是式內大社、阿波國一宮和縣社，祭神是大日孁尊。氏子方面，根據《府縣鄉社明治神社誌料》記載是216戶，《日本社寺大觀》稱是200戶，《神社名鑑》和《全國神社名鑒》均指是250戶，崇敬者3500人，《式內社調查報告》則稱是約210戶，氏子地區主要是矢野地區。

## 位置與名稱
神社位於氣延山東南部山腰的阿波史跡公園之內，東面有宮谷古墳和阿波國分寺，北面有奧谷2號墳和阿波國分尼寺遺跡，東北面有奧谷1號墳、矢野城和矢野古墳，三公里外則是府中站。行政區劃方面，神社原屬阿波國名方郡，後為名西郡矢野村、入田村和名東郡國府町。
名稱方面，根據志賀剛的說法，天石門別是形容詞，推測是為了對應天石門別豐玉比賣神社而來，八倉則源於氣延山附近的山峰起起伏伏的形態。另外，根據由當地土豪森氏以宣命體寫成的社傳《矢野神山記》記載，與相關，指神社源於天照大神放箭後，在箭落下的地方興建社殿而來，不過國學家野口年長主張《矢野神山記》為偽書。另一方面，板東悊夫和松本隆義認為指八重垣或大八洲，是倉庫，也就是有很多倉庫的意思，如果取之意的話，可能是指高床式穀倉。天石門別則是忌部氏供奉的天石門別神，因此推測神社名稱的意思是供奉天石門別神的忌部氏的穀倉守護神。神社在江戶時代稱為杉尾大明神，現在在當地也稱作「杉尾」。

## 歷史
神社創建時期不明。承和8年8月21日（841年9月9日），根據《續日本後紀》記載，天石門別八倉比賣神社從正八位上升至從五位下。貞觀7年2月27日（865年3月28日），根據《日本三代實錄》記載，神社從正五位下升至從四位下，貞觀13年2月26日（871年3月20日）升從四位上，貞觀16年3月14日（874年4月4日）升正四位下，元慶3年6月23日（879年7月16日）升至正四位上。天慶3年2月1日（940年3月12日），根據《長寬勘文》記載，神社在藤原純友之亂時由於祈禱有功而升至正三位，為阿波國神階最高的神社。最終，神社在元曆2年3月3日（1185年4月4日）升至正一位。
在《延喜式神名帳》中，神社是式內大社，並且同時舉行月次祭和新嘗祭，不過上一宮大粟神社和一宮神社也是「天石門別八倉比賣神社」的論社。一宮方面，雖然沒有文獻說明神社為一宮，不過福家清司仍然視其為一宮，其他阿波國一宮尚有上一宮大粟神社、一宮神社和大麻比古神社。延久2年6月28日（1070年8月7日），根據收錄於《忌部神天石門別八倉比賣祭典文書》內的《太政官符》記載，阿波國的國司由於疏於對忌部神社和天石門別八倉比賣神社的祈年祭和月次祭等的奉幣，因此神祇官接收這些幣帛，並且下令國司不要疏於奉幣。承曆4年6月10日（1080年6月29日），根據《朝野群載》「神祇官奏」記載，由於眾神過穢作祟造成白河天皇抱恙，神社被處以中祓。
神社在中世時的情況不明，在近世則受到蜂須賀氏崇敬，奉納糙米，以祈求國土安全。根據《寬保神社帳》記載，神社在當時仍然稱為杉尾大明神，神主矢野村的富崎播磨守。明治3年（1870年），神社改稱天石門別八倉比賣神社，明治5年（1872年）獲列為縣社。1907年10月5日，神社獲指定為神饌幣帛料供進社。

## 境內
- 箭執神社
- 松熊神社

根據《府縣鄉社明治神社誌料》記載，神社境內面積達5373坪（約17761.98平方），另有神幸地26坪（約85.95平方），《日本社寺大觀》稱是約6000坪（約19834.71平方），《神社名鑑》、《全國神社名鑒》和《式內社調查報告劉均指是5923坪（約19580.17平方）。本殿佔地2坪（約6.61平方），為神明造建築，建築材料是櫸木，其周邊的瑞垣建於1940年11月。幣殿佔地12坪（約39.67平方）。拜殿佔地18坪（約59.5平方），為入母屋造瓦頂建築。本殿、幣殿和拜殿均由江戶時代的藍商寄進。
社殿後方是八倉比賣神社古墳群，由1號墳和2號墳組成，1號墳位於靠東位置，2號墳則靠西，兩者距離約8至14米。其中，1號墳是圓墳，推測直徑達35米，高3米，2號墳則是方墳，邊長推測約20米，高2.5米。此外，神社也建有3坪（約9.92平方）的神輿庫、1坪（約3.31平方）的手水舍和12坪（約39.67平方）的社務所等建築。本殿附近建有兩座刻有元文3年（1738年）的石燈籠，玄關附近的一座石燈籠則是寬延2年（1749年）。攝末社有稻荷神社、道祖神、箭執神社和松熊神社。

## 註解
1. ↑  《角川日本地名大辭典》指是500石[2]，《全國神社名鑒》則指是15石[6]。
2. ↑  《日本歷史地名大系》引述《德島市史》稱是森六郎右衛門[8]，《式內社調查報告》和《角川日本地名大辭典》則指是盛六郎右衛門[7][2]。

## 外部連結
- . 德島縣觀光協會.   [2023-05-19]. （原始内容存档于2023-06-06） （日语）.